# Vicente Pereda
Vicente Pereda (* 18. Juli 1941 in Toluca, Edo. de México), auch bekannt unter dem Spitznamen El Diablo Mayor, ist ein ehemaliger mexikanischer Fußballspieler auf der Position des Stürmers.

## Leben

### Verein
Pereda begann seine aktive Laufbahn in der Saison 1960/61 bei seinem Heimatverein CD Toluca, bei dem er während seiner gesamten, 15 Jahre währenden, Profikarriere unter Vertrag stand und mit dem er die ersten drei Meistertitel der Vereinsgeschichte in den Spielzeiten 1966/67, 1967/68 und 1974/75 gewann. Außerdem war Pereda mit 20 Treffern in der Saison 1969/70 Torschützenkönig der mexikanischen Primera División. Diese Erfolge machten ihn zum vermeintlich besten Teufel, zum „El Diablo Mayor“, wie sein Spitzname lautet.

### Nationalmannschaft
Sein Debüt im Dress der mexikanischen Nationalmannschaft gab Pereda am 28. März 1963 beim 8:0-Sieg gegen Jamaika, zu dem er sogleich ein Tor beisteuerte. Danach wurde er erst 1967 wieder in die Nationalelf berufen, kam in diesem Jahr fünfmal zum Einsatz und erzielte ein Tor. 1968 wurde sein erfolgreichstes Länderspieljahr mit acht Einsätzen und vier Toren. Nachdem er 1969 weitere sechs Einsätze absolvieren durfte, in denen ihm kein Treffer gelang, absolvierte er 1970 nur noch ein Spiel. Die 0:1-Niederlage gegen Schweden am 1. März 1970 war zugleich sein Abschied von der Nationalmannschaft.
1968 nahm er mit der Amateurmannschaft am olympischen Fußballturnier in Mexiko teil. Dabei schoss er drei Tore und ist damit zusammen mit Héctor Pulido (der 1968 ebenfalls 3 Tore erzielte) sowie Víctor Rangel, dem dies 1976 gelang, mexikanischer Rekordtorschütze bei Olympischen Spielen. Dabei spielte die Mannschaft im Spiel um Bronze, das mit 0:2 gegen Japan verloren wurde vor der Rekordkulisse von 105.000 Zuschauern.

## Erfolge

### Verein
- Mexikanischer Meister: 1966/67, 1967/68, 1974/75
- Mexikanischer Supercup: 1967, 1968

### Persönlich
- Torschützenkönig der Primera División: 1969/70